# Temporada da Stock Car Brasil de 1989
A Temporada da Stock Car Brasil de 1989 foi a 11ª edição promovida pela Confederação Brasileira de Automobilismo (CBA) da principal categoria do automobilismo brasileiro.
Neste ano, Gabriel Balog testou no circuito de Interlagos um antigo Stock Car turbo com alterações de suspensão e pneus slicks, o que seria considerado um carro de categoria força livre, e teve seu tempo cronometrado em 2 minutos e 42 segundos, batendo o recorde da categoria [carece de fontes?].
Contexto histórico
Foi criada em 1977 para ser uma alternativa à extinta Divisão 1 (D1), que corria com as marcas Chevrolet (Opala) e Ford (Maverick). Isso ocorreu pelo desinteresse do público e dos patrocinadores por se tornar uma categoria monomarca, dada a superioridade dos modelos Chevrolet. Para que isso não ocorresse, a General Motors criou uma nova categoria, que unia desempenho e sofisticação. O nome foi um golpe de mestre, pois além de emular o nome da famosa categoria americana, a NASCAR, desviava a atenção da marca única.
A primeira prova ocorreu em 22 de abril de 1979, no Autódromo de Tarumã, no Rio Grande do Sul. A criação da categoria foi a melhor resposta a um antigo anseio de uma comunidade apaixonada por carros de corrida, ou seja, uma categoria de Turismo que unisse desempenho e sofisticação.
Regulamento
O regulamento foi criado para limitar os custos, procurando equilíbrio, sem comprometer as performances dignas das competições internacionais.

## Equipes e pilotos
| Equipe                                     | Construtor | Carro           | Pneu | N.° | Nome do piloto       | Rodada    |
| ------------------------------------------ | ---------- | --------------- | ---- | --- | -------------------- | --------- |
| Team Metalpó                               | Chevrolet  | Opala Hidroplas | C    | 15  | Chico Serra          | Todas     |
| Team Metalpó                               | Chevrolet  | Opala Hidroplas | C    | 72  | Clayton Peres        | 4-5       |
| Equipe Havoline-Texaco                     | Chevrolet  | Opala Hidroplas | P    | 82  | Fábio Sotto Mayor    | Todas     |
| Equipe Havoline-Texaco                     | Chevrolet  | Opala Hidroplas | P    | 79  | Alládio Teixeira Jr. | 7 e 10-11 |
| Spinelli Racing                            | Chevrolet  | Opala Hidroplas | M    | 68  | Diumar Bueno         | 4-9       |
| Giaffone Motorsport                        | Chevrolet  | Opala Hidroplas | M    | 54  | Marcos Pegoraro      | 4-5       |
| Giaffone Motorsport                        | Chevrolet  | Opala Hidroplas | M    | 24  | Claudio Girotto      | 3-4 e 6-7 |
| Benson & Hedges Team                       | Chevrolet  | Opala Hidroplas | C    | 27  | Fred Marinelli       | Todas     |
| Benson & Hedges Team                       | Chevrolet  | Opala Hidroplas | C    | 95  | Roberto Keller       | 2-3 e 6   |
| Águia Autosport                            | Chevrolet  | Opala Hidroplas | P    | 22  | Fabiano Brito        | 1-3       |
| Águia Autosport                            | Chevrolet  | Opala Hidroplas | P    | 44  | Ricardo Cosac        | 3 e 10-11 |
| Charm Equipe                               | Chevrolet  | Opala Hidroplas | B    | 78  | Gunnar Volmer        | Todas     |
| Charm Equipe                               | Chevrolet  | Opala Hidroplas | B    | 11  | Clemente Faria       | 6 e 10-11 |
| Equipe Johnson                             | Chevrolet  | Opala Hidroplas | M    | 46  | Flávio Trindade      | Todas     |
| Equipe Johnson                             | Chevrolet  | Opala Hidroplas | M    | 21  | Paulo Judice         | 2 e 10-11 |
| Team Leone Racing                          | Chevrolet  | Opala Hidroplas | P    | 12  | Jorge Fleck          | Todas     |
| Equipe Coca-Cola Brasil/Polwax             | Chevrolet  | Opala Hidroplas | C    | 89  | Carlos Alves         | Todas     |
| Equipe Coca-Cola Brasil/Polwax             | Chevrolet  | Opala Hidroplas | C    | 67  | Régis Schuch         | 10-11     |
| Chesterfield Racing                        | Chevrolet  | Opala Hidroplas | C    | 66  | Vicente Daudt        | 8-9       |
| Millar Racing                              | Chevrolet  | Opala Hidroplas | P    | 60  | Vinicius Pimentel    | Todas     |
| JF Racing                                  | Chevrolet  | Opala Hidroplas | P    | 96  | Ingo Hoffmann        | Todas     |
| JF Racing                                  | Chevrolet  | Opala Hidroplas | P    | 36  | Antônio Hermann      | 8 e 10-11 |
| Bastos Racing Team                         | Chevrolet  | Opala Hidroplas | C    | 19  | Arnaldo Diniz Filho  | 8-9       |
| Ashford Motorsports                        | Chevrolet  | Opala Hidroplas | C    | 2   | Ernesto Pívaro       | 10-11     |
| Scuderia Giombelli                         | Chevrolet  | Opala Hidroplas | P    | 99  | Paulo Gomes          | Todas     |
| Camel Grand Prix                           | Chevrolet  | Opala Hidroplas | C    | 13  | Egon Herzfield       | 10-11     |
| Team Valvoline                             | Chevrolet  | Opala Hidroplas | B    | 73  | Renato Martins       | 1-13      |
| Móveis Pastore Racing                      | Chevrolet  | Opala Hidroplas | B    | 10  | Beto Napolitano      | 2-11      |
| WB Motorsports                             | Chevrolet  | Opala Hidroplas | M    | 65  | Heber Borlenghi      | 2-5       |
| Boettger Competições                       | Chevrolet  | Opala Hidroplas | P    | 75  | João Campos          | Todas     |
| Team Cofap                                 | Chevrolet  | Opala Hidroplas | C    | 59  | Olimpio Alencar Jr   | Todas     |
| Castrol Racing                             | Chevrolet  | Opala Hidroplas | P    | 80  | Savio Murillo        | Todas     |
| Só Eixos/Carretas FG Racing                | Chevrolet  | Opala Hidroplas | C    | 48  | José Carlos Dias     | Todas     |
| Teba/Bambozzi Racing                       | Chevrolet  | Opala Hidroplas | C    | 42  | Walter Travaglini    | Todas     |
| Sutox/Seguradora Vera Cruz Racing          | Chevrolet  | Opala Hidroplas | C    | 16  | Djalma Fogaça        | Todas     |
| Molicoli/Filadélfia/Cox/Frigor Engineering | Chevrolet  | Opala Hidroplas | P    | 91  | Zeca Giaffone        | Todas     |
| Lasco/Diário Popular/Ney Autoshop          | Chevrolet  | Opala Hidroplas | P    | 5   | Andreas Mattheis     | Todas     |
| Blindex Team                               | Chevrolet  | Opala Hidroplas | C    | 86  | Pedro Muffato        | Todas     |
| Equipe Clubber                             | Chevrolet  | Opala Hidroplas | C    | 69  | Vignaldo Fizio       | 2-9       |
| Sinzano/Valvoline Team                     | Chevrolet  | Opala Hidroplas | C    | 32  | Evaldo Quadrado      | 1         |
| Radiadores Nardinho/Paduano/TBS            | Chevrolet  | Opala Hidroplas | P    | 90  | Andrey Capanema      | 2-3       |
| Consórcio Nacional/Libercon Grand Prix     | Chevrolet  | Opala Hidroplas | B    | 57  | Roberto Aranha       | 3 e 8-9   |
| Equipe Oetker                              | Chevrolet  | Opala Hidroplas | P    | 93  | Thiago Grison        | Todas     |
| Equipe Oetker                              | Chevrolet  | Opala Hidroplas | P    | 81  | Paulo César Nicolini | 1 e 4-11  |
| Consórcio Garibaldo Motorsport             | Chevrolet  | Opala Hidroplas | G    | 29  | Henrique Zornig      | 10-11     |

## Calendário e resultados

### Etapas
| #  | Circuito             | Data           | Pole Position      | Volta mais rápida | Piloto Vencedor   | Equipe Vencedora       |
| -- | -------------------- | -------------- | ------------------ | ----------------- | ----------------- | ---------------------- |
| 1  | GP de Viamão         | 2 de abril     | Walter Travaglini  | Chico Serra       | Chico Serra       | Team Metalpó           |
| 2  | GP do Rio de Janeiro | 23 de abril    | José Carlos Dias   | Chico Serra       | Ingo Hoffmann     | JF Racing              |
| 3  | GP de Guaporé        | 7 de maio      | Pedro Muffato      | Pedro Muffato     | Chico Serra       | Team Metalpó           |
| 4  | GP de Brasília       | 21 de maio     | Savio Murillo      | Ingo Hoffmann     | Fábio Sotto Mayor | Equipe Havoline-Texaco |
| 5  | GP de Goiânia        | 11 de junho    | Renato Martins     | Chico Serra       | Ingo Hoffmann     | JF Racing              |
| 6  | GP de Eusébio        | 9 de julho     | Walter Travaglini  | Fábio Sotto Mayor | Chico Serra       | Team Metalpó           |
| 7  | GP de Cascavel       | 30 de julho    | Olimpio Alencar Jr | Paulo Gomes       | Chico Serra       | Team Metalpó           |
| 8  | GP de Curitiba       | 6 de agosto    | Olimpio Alencar Jr | Fábio Sotto Mayor | Fábio Sotto Mayor | Equipe Havoline-Texaco |
| 9  | GP de Minas Gerais   | 3 de setembro  | Zeca Giaffone      | Paulo Gomes       | Paulo Gomes       | Scuderia Giombelli     |
| 10 | GP de São Paulo      | 12 de novembro | Diumar Bueno       | Pedro Muffato     | Chico Serra       | Team Metalpó           |
| 11 | GP de Interlagos     | 3 de dezembro  | Ingo Hoffmann      | Djalma Fogaça     | Ingo Hoffmann     | JF Racing              |

## Classificação

### Campeonato de pilotos
| Pos | Piloto               | VIA | RJO | GUA  | BRA | GOI | EUS | CAS | CTB | MGS | SPO | INT | Pts |
| --- | -------------------- | --- | --- | ---- | --- | --- | --- | --- | --- | --- | --- | --- | --- |
| 1   | Ingo Hoffmann        | 8   | 1   | Ret  | 26† | 1   | 3   | 9   | 4   | 3   | 2   | 1   | 205 |
| 2   | Chico Serra          | 1   | 2   | 1    | 4   | 6   | 1   | 1   | 2   | 4   | 1   | Ret | 204 |
| 3   | Fábio Sotto Mayor    | 3   | 7   | 5    | 1   | Ret | 9   | 6   | 1   | 2   | 19† | DNS | 196 |
| 4   | Paulo Gomes          | 10  | DSQ | 4    | 9   | 5   | 8   | 2   | NC  | 1   | 10  | 3   | 195 |
| 5   | Carlos Alves         | DNS | 3   | 16   | 3   | 3   | Ret | 12  | 5   | 7   | Ret | DNS | 193 |
| 6   | Walter Travaglini    | 6   | 11  | Ret  | 2   | 7   | 5   | 7   | Ret | 11  | 3   | 7   | 188 |
| 7   | Olimpio Alencar Jr   | Ret | 4   | 17†  | 13  | 14  | 7   | 5   | 16  | 23† | DNS | DNS | 188 |
| 8   | Djalma Fogaça        | 4   | 5   | 7    | 19  | Ret | 2   | 4   | Ret | 15  | 7   | Ret | 101 |
| 9   | Savio Murillo        | 2   | 6   | 8    | 14  | 9   | 4   | Ret | 14  | 6   | 9   | DNS | 77  |
| 10  | Zeca Giaffone        | Ret | WD  | WD   | 8   | 2   | 6   | 3   | 8   | 5   | 13  | 4   | 70  |
| 11  | José Carlos Dias     | 19† | 12  | Ret  | 7   | 4   | 17  | Ret | 6   | 14  | 18  | 5   | 64  |
| 12  | Andreas Mattheis     | 16  | 10  | 10   | 5   | Ret | NC  | 10  | 3   | 12  | 8   | 6   | 59  |
| 13  | Egon Herzfield       |     |     |      |     |     |     |     |     |     | 6   | 2   | 54  |
| 14  | João Campos          | 5   | 13  | 3    | 21  | 13  | Ret | DNS | NC  | 13  | Ret | DNS | 50  |
| 15  | Renato Martins       | 12  | 9   | \|14 |     |     |     |     |     |     |     |     | 46  |
| 16  | Pedro Muffato        | 7   | 17  | 18†  | 17  | 11  | NC  | Ret | 7   | Ret | 4   | 10† | 45  |
| 17  | Fred Marinelli       | 13  | 14  | 6    | 11  | 8   | 10  | 8   | Ret | DNS | 5   | DSQ | 40  |
| 18  | Jorge Fleck          | 11  | 16  | 2    | 20  | 19  | 14  | 15  | 17  | 17  | 11  | Ret | 36  |
| 19  | Fabiano Brito        | 18  | 8   | Ret  |     |     |     |     |     |     |     |     | 36  |
| 20  | Diumar Bueno         |     |     |      | 6   | 15  | Ret | Ret | 9   | 22† |     |     | 36  |
| 21  | Flávio Trindade      | Ret | NC  | 11   | 23  | 12  | 16  | 13  | Ret | DNS | Ret | Ret | 35  |
| 22  | Gunnar Volmer        | 9   | 15  | 15   | 24  | 16  | 12  | 14  | 12  | 10  | Ret | 8   | 34  |
| 23  | Vicente Daudt        |     |     |      |     |     |     |     | 10  | 8   |     |     | 32  |
| 24  | Vinicius Pimentel    | 14  | 18  | 9    | 16  | 21  | 13  | 11  | Ret | 20  | 14  | Ret | 30  |
| 25  | Arnaldo Diniz Filho  |     |     |      |     |     |     |     | 13  | 9   |     |     | 29  |
| 26  | Ernesto Pívaro       |     |     |      |     |     |     |     |     |     | 21  | 9   | 28  |
| 27  | Beto Napolitano      |     | Ret | DNS  | 12  | 10  | Ret | DNS | Ret | 18  | 17† | DNS | 19  |
| 28  | Heber Borlenghi      |     | 19  | Ret  | 18  | Ret |     |     |     |     |     |     | 17  |
| 29  | Vignaldo Fizio       |     | 21  | Ret  | 10  | 20  | Ret | 17  | Ret | DNS |     |     | 15  |
| 30  | Thiago Grison        | 15  | 22  | 12   | 22  | 17  | 11  | 18  | Ret | 16  | 12  | Ret | 12  |
| 31  | Paulo César Nicolini | DNS |     |      | 15  | 18  | 15  | 16  | 11  | 19  | 15  | Ret | 9   |
| 32  | Andrey Capanema      |     | 20  | 13   |     |     |     |     |     |     |     |     | 9   |
| 33  | Evaldo Quadrado      | 17  |     |      |     |     |     |     |     |     |     |     | 5   |
| 34  | Roberto Aranha       |     |     | INF  |     |     |     |     | 15  | 21  |     |     | 1   |
| 35  | Henrique Zornig      |     |     |      |     |     |     |     |     |     | 16  | Ret | 0   |
| 36  | Ricardo Cosac        |     |     | NPQ  |     |     |     |     |     |     | 20† | DNS | 0   |
| 37  | Clayton Peres        |     |     |      | 25  | 22† |     |     |     |     |     |     | 0   |
| 38  | Roberto Keller       |     | 23  | Ret  |     |     | DNQ |     |     |     |     |     | 0   |
| 39  | Marcos Pegoraro      |     |     |      | Ret | DNS |     |     |     |     |     |     | 0   |
| 40  | Claudio Girotto      |     |     | DNQ  | DNQ |     | Ret | DNS |     |     |     |     | 0   |
| 41  | Alládio Teixeira Jr. |     |     |      |     |     |     | NC  |     |     | Ret | DNS | 0   |
| 42  | Clemente Faria       |     |     |      |     |     | AN  |     |     |     | DNS | DNS | 0   |
| 43  | Paulo Judice         |     | AN  |      |     |     |     |     |     |     | DNQ | DNQ | 0   |
| 44  | Régis Schuch         |     |     |      |     |     |     |     |     |     | DNQ | DNQ | 0   |
| 45  | Antônio Hermann      |     |     |      |     |     |     |     | AN  |     | DNQ | DNQ | 0   |
| Pos | Piloto               | VIA | RJO | GUA  | BRA | GOI | EUS | CAS | CTB | MGS | SPO | INT | Pts |

| Cor      | Resultado            |
| -------- | -------------------- |
| Ouro     | Vencedor             |
| Prata    | 2º lugar             |
| Bronze   | 3º lugar             |
| Verde    | Terminou, nos pontos |
| Azul     | Terminou, sem pontos |
| Púrpura  | Retirou-se (Ret)     |
| Vermelho | Não qualificado (NQ) |
| Preto    | Desqualificado (DSQ) |
| Branco   | Não largou (NL)      |
| Sem cor  | Não participou (NP)  |
| Sem cor  | Lesionado (Les)      |
| Sem cor  | Excluído (EX)        |